# Alistair Overeem
Alistair Cees Overeem (født 17. maj 1980 i Hounslow i England) er en hollandsk MMA-udøver og tidligere kickboxer. Han er tidligere Strikeforce Heavyweight-mester, Interim DREAM Heavyweight-mester, K-1 World Grand Prix-mester og en af kun to kæmpere til at besidde verdensmesterskabstitler i både MMA og K-1 kickboxing på samme tid. Han har to sejre over bemærkelsesværdige navne som Fabricio Werdum, Mark Hunt og Vitor Belfort, og har også slået tidligere UFC-mestre Andrei Arlovski, Junior dos Santos, Frank Mir og Brock Lesnar. I april 2019 er han nr. 7 på den officielle UFC Heavyweight-rangering . 

## Biografi
Overeem blev født i Hounslow i England til en jamaicansk far og en hollandsk mor, hvis stamtræ forbinder ham med kong William III i Holland.  Da han var seks år gammel, blev hans forældre skilt og han flyttede med sin mor og storebror til Holland. Som barn konkurrerede Overeem i judo, løb og basketball. I en alder af 15 tog Overeems storebror Valentijn ham til Chris Dolmans MMA gym for at lære ham at forsvare sig.  Alistair var oprindeligt ikke interesseret i sporten, men han dedikerede sig fuldt ud til det efter at have mødt Bas Rutten og Joop Kasteel. 

## MMA-karriere
Overeem havde sin første professionelle MMA-kamp som 19 årirg, hvor han besejrede Ricardo Fyeet via submission den 24. oktober 1999 på It's Showtime, den første begivenhed som organisationen afholdte.

### Tidlig MMA karriere
Efter at have opbygget en 10-3-rekordliste i RINGS, M-1, It's Showtime og 2 Hot 2 Handle, debuterede Overeem i Pride Fighting Championships den 20. juli 2002, og besejrede Yusuke Imamura via TKO på bare 44 sekunder.

### Ultimate Fighting Championship
Efter meget spekulation blev det den 6. september 2011 meddelt, at Overeem havde indgået en kontrakt med UFC, og at hans første kamp ville være imod den tidligere UFC Heavyweight-mester Brock Lesnar den 30. december, 2011 på UFC 141 .  
Den 30. december 2011, på UFC 141, gjorde Overeem sin UFC debut i hovedkmapen mod Brock Lesnar. Overeem sårede Lesnar flere gange tidligt med knæ til kroppen og fortsatte kampen med et spark til leveren og efterfølgende slag ved 2:26 i første runde. Sejren tildelte ham en titelchance mod mesteren Junior dos Santos.
Overeem mødte Stefan Struve påUFC på Fox 13 den 13. december 2014.  Han vandt kampen via KO i første runde.
Overeem mødte herefter Roy Nelson den 14. marts 2015 på UFC 185.  Han vandt kampen via enstemmig afgørelse.
En kamp mod Junior Dos Santos blev omlagt til den 19. december 2015 på UFC on Fox 17 .  Han vandt kampen via TKO i anden runde. 
Den 15. februar 2016 meddelte Overeem, at han havde underskrevet en ny kontrakt med UFC. 
Overeem mødte Andrei Arlovski den 8. maj 2016 på UFC Fight Night 87.  Han vandt kampen via TKO i begyndelsen af anden runde.  Efterfølgende fik han sin første Performance of the Night bonus. 
Overeem mødte Stipe Miocic til UFC Heavyweight Championship den 10. september 2016 på UFC 203.  Han tabte kampen via knockout i første runde.  Begge deltagere blev tildelt Fight of the Night-bonuspriserne. 
Overeem mødte Mark Hunt i en rematch den 4. marts 2017 på UFC 209 .  Han vandt kampen via knockout i tredje runde. 
En tredje kamp med Fabrício Werdum fandt sted den 8. juli 2017 på UFC 213.  Overeem vandt kampen via flertalsafgørelse. 
Overeem mødte Francis Ngannou den 2. december 2017 på UFC 218 .  Han tabte kampen via knockout i første runde. 
Overeem mødte Curtis Blaydes den 9. juni 2018 på UFC 225 .  Han tabte kampen via TKO på grund af albueslag i tredje runde. 
Overeem mødte UFC-nybegynderen Sergey Pavlovich den 24. november 2018 på UFC Fight Night 141.  Han vandt kampen via TKO i første runde. 
Overeem skulle have mødt Alexander Volkov den 20. april 2019 på UFC Fight Night 149.  Volkov blev tvunget til at trække sig fra kampen og blev erstattet af Alexey Oleynik . 

## Privatliv
Overeem har en datter ved navn Storm, født den 18. oktober 2006. Han har en anden datter Yazz-ley Rey, født den 27. februar 2016. 
Overeems oldefar var slave på Jamaica. Han blev en fri mand og købte en stor del af jord, hvor han startede en landsby, som har overlevet og blomstrede sig til denne dag. Hans hvide hollandske mor er en efterkommer af Kong William III fra Holland gennem en af hans mange illegitime børn. 